# Чемпіонат світу з шосейного бігу 2023
Перший в історії чемпіонат світу з шосейного бігу 2023 був проведений у 1 жовтня у Ризі на шосейних трасах, прокладених вулицями міста.
Рішення про надання Ризі права проводити чемпіонат було анонсовано у листопаді 2021.
До програми чемпіоната ввійшли три шосейні бігові дисципліни на дистанціях напівмарафону (останній окремий чемпіонат світу на цій дистанції був проведений 2020 року) та 5 км, а також пізніше доданий біг на 1 милю.
На кожній з трьох дистанцій змагалися чоловіки та жінки дорослої вікової категорії, які розігрували медалі в особистій першості. Крім цього, на півмарафонській дистанції розігрувалася також і командна першість.

## Призери

### Чоловіки

#### Особиста першість
| Першість     | Золото                      | Золото     | Срібло                       | Срібло     | Бронза                    | Бронза     |
| ------------ | --------------------------- | ---------- | ---------------------------- | ---------- | ------------------------- | ---------- |
| 1 миля       | Гоббс Кесслер США           | 3.56,13 WR | Каллум Елсон Велика Британія | 3.56,41 PB | Семюел Пракел США         | 3.56,43 PB |
| 5 км         | Хагос Гебрхівет Ефіопія     | 12.59 CR   | Йоміф Кеджельча Ефіопія      | 13.02      | Ніколас Кіпкорір Кенія    | 13.16 SB   |
| Напівмарафон | Сабастьян Кімару Саве Кенія | 59.10 CR   | Денієл Сіміу Ебеньйо Кенія   | 59.14 SB   | Самвел Ньямаї Майлу Кенія | 59.19 PB   |

#### Командна першість
| Першість     | Золото | Золото  | Срібло                                                                             | Срібло  | Бронза                                                                                                   | Бронза  |
| ------------ | --- | ------- | ---------------------------------------------------------------------------------- | ------- | --- | ------- |
| Напівмарафон | КеніяСабастьян Кімару Саве (59.10) Денієл Сіміу Ебеньйо (59.14) Самвел Ньямаї Майлу (59.19) Бенард Кібет (1:00.13) | 2:57.43 | ЕфіопіяДжемаль Їмер Меконнен (59.22) Нібрет Мелак (1:00.11) Цегай Кідану (1:00.21) | 2:59.54 | ПАРТабанг Мосіако (59.52) Стівен Мокока (1:00.29) Елрой Джелант (1:00.56) Прешес Лесіба Маселе (1:01.13) | 3:01.17 |

### Жінки

#### Особиста першість
| Першість     | Золото                  | Золото     | Срібло                       | Срібло     | Бронза                        | Бронза     |
| ------------ | ----------------------- | ---------- | ---------------------------- | ---------- | ----------------------------- | ---------- |
| 1 миля       | Дірібе Велтеджі Ефіопія | 4.21,00 WR | Фревейні Хайлу Ефіопія       | 4.23,06 PB | Фейт Кіп'єгон Кенія           | 4.24,13 PB |
| 5 км         | Беатріс Чебет Кенія     | 14.35 CR   | Ліліан Касаїт Ренгерук Кенія | 14.39 PB   | Еджгаєху Тає Ефіопія          | 14.40 SB   |
| Напівмарафон | Перес Джепчірчір Кенія  | 1:07.25 CR | Маргарет Кіпкембої Кенія     | 1:07.26    | Кетрін Релін Амананголе Кенія | 1:07.34    |

#### Командна першість
| Першість     | Золото | Золото  | Срібло                                                                            | Срібло  | Бронза | Бронза  |
| ------------ | --- | ------- | --------------------------------------------------------------------------------- | ------- | --- | ------- |
| Напівмарафон | КеніяПерес Джепчірчір (1:07.25) Маргарет Кіпкембої (1:07.26) Кетрін Релін Амананголе (1:07.34) Іріне Джепчумба Кімаїс (1:08.02) | 3:22.25 | ЕфіопіяЦігіє Гебреселама (1:07.50) Фтау Зерай (1:08.31) Ялемгет Ярегаль (1:11.34) | 3:27.55 | Велика БританіяКаллі Такері (1:08.56) Саманта Гаррісон (1:09.26) Клара Еванс (1:10.53) Еббі Доннеллі (1:11.08) | 3:29.15 |

## Медальний залік
| Місце               | Країна              | Золото | Срібло | Бронза | Загалом |
| ------------------- | ------------------- | ------ | ------ | ------ | ------- |
| 1                   | Кенія               | 5      | 3      | 4      | 12      |
| 2                   | Ефіопія             | 2      | 4      | 1      | 7       |
| 3                   | США                 | 1      | 0      | 1      | 2       |
| 4                   | Велика Британія     | 0      | 1      | 1      | 2       |
| 5                   | ПАР                 | 0      | 0      | 1      | 1       |
| Загалом (5 збірних) | Загалом (5 збірних) | 8      | 8      | 8      | 24      |

## Відеозвіти
- Біг на 1 милю (жінки) на YouTube
- Біг на 1 милю (чоловіки) на YouTube
- Біг на 5 км (жінки) на YouTube
- Біг на 5 км (чоловіки) на YouTube
- Напівмарафон (жінки) на YouTube
- Напівмарафон (чоловіки) на YouTube

## Виступ українців
У чемпіонаті світу взяли участь троє представників України.
| Чоловіки (2) | Чоловіки (2)    | Чоловіки (2) | Чоловіки (2) |
| Місце        | Атлет           | Дисципліна   | Результат    |
| ------------ | --------------- | ------------ | ------------ |
| 33           | Андрій Атаманюк | 5 км         | 14.08 NR     |
| 75           | Микола Нижник   | напівмарафон | 1:07.31      |

| Жінки (1) | Жінки (1)         | Жінки (1)  | Жінки (1) |
| Місце     | Атлетка           | Дисципліна | Результат |
| --------- | ----------------- | ---------- | --------- |
| 28        | Богдана Семьонова | 5 км       | 16.25 NR  |